# 宠颜
宠颜（?—?），姓不详，唐朝妃嬪，唐昭宗李晔的后宫，封赵国夫人。
唐昭宗后期诛杀宦官刘季述等，以后宫宫人管理内宫诸司事，故下达诏令皆以宫人出入。天复元年（901年），韩全诲计划劫持唐昭宗到凤翔李茂贞处。十月二十日，唐昭宗派遣赵国夫人宠颜出宫到翰林院告诉韩偓：“早晨，李彦弼等无礼，想召卿入宫答对，但形势不许可。皇上与皇后只是相对哭泣。”从此翰林学士不再能进宫应对。十一月，劫持昭宗到凤翔。
天复二年（902年）十一月初二，昭宗派赵国夫人宠颜探查得知学士院二使都不在，便召翰林学士韩偓、姚洎，在土门外暗中相见，拉着手相对流泪。姚洎担心被别人看见，请昭宗快回去，昭宗于是离去。
天复元年（903年）正月初七，唐昭宗派韩偓及赵国夫人宠颜前往朱全忠军营，又派使臣用口袋装着韩全诲等二十余人的首级给朱全忠看。三月十四日，朱全忠巡视各个营寨，到城北，捉住凤翔将领李继钦。昭宗派遣赵国夫人宠颜、冯翊夫人前往朱全忠的营中查问原故。朱全忠派蒋玄晖奉上表章进城陈奏。